# イワツツノオ

神産み神話（イザナギ・イザナミが生んだ神々） SVGで表示（対応ブラウザのみ）

イワツツノオ（イハツツノヲ）は、日本神話に登場する神である。

## 概要
『古事記』では石筒之男神、『日本書紀』では磐筒男神と表記される。
『古事記』の神産みの段でイザナギが十拳剣で、妻のイザナミの死因となった火神カグツチの首を斬ったとき、その剣の先についた血が岩について化生した神で、その前に石析神・根析神（磐裂神・根裂神）が化生している。『日本書紀』同段の第六の一書も同様で、ここでは磐筒男神は経津主神の祖であると記されている。『日本書紀』同段の第七の一書では、磐裂神・根裂神の子として磐筒男神・磐筒女神が生まれたとし、この両神の子が経津主神であるとしている。
『釈日本紀』などに引用されている『天書』逸文では、磐筒男神は太白（金星）の精、磐筒女神は辰星（水星）の精とされる。磐筒男神、磐筒女神は栃木県に160社以上ある星宮神社の一部で祀られている。また、磐筒男神は富山県富山市住吉の速星神社でも祀られている。